# Kadetten Schaffhausen
Kadetten Schaffhausen är en handbollsklubb från Schaffhausen i Schweiz, bildad 1955. Klubben är landets mest framgångsrika på herrsidan och deltar ofta i EHF Champions League. 2010 gick de till final i EHF-cupen, men förlorade mot TBV Lemgo.

## Spelare i urval
- Kristian Bliznac (2016–2017)
- Christoffer Brännberger (2015–2018)
- Gábor Császár (2015–2021)
- Jan Filip (2009–2011)
- Björgvin Páll Gústavsson (2009–2011)
- Anton Månsson (2014–2015)
- Roman Pungartnik (2008–2009)